# Jávorszky Béla
Jávorszky Béla (Budapest, 1940. január 14. –) József Attila-díjas magyar író, műfordító, diplomata.

## Élete
Iskolái elvégzése után 1958-ban felvételt nyert az ELTE Bölcsészettudományi Karára, ahonnan – politikai okokból – még ugyanabban az évben kizárták. Ezt követően volt banktisztviselő, beruházó, nemzetközi referens, szellemi szabadfoglalkozású. 1990 nyarán külügyi szolgálatba lépett.
1958 óta fordít szépirodalmat, kezdetben törökből és németből, a 60-as évektől kezdve finnből, svédből és észtből fordított verset és prózát, hangjátékokat és drámákat. 1980 után Hannu Launonen finn és Folke Isaksson svéd műfordítóval közösen 16 kötet magyar költőt ültetett át finnre, illetve svédre.
Műfordítói munkássága mellett a 80-as évek végén kapcsolódott be a közéletbe. 1990 és 1994 között Helsinkiben (1991-től Helsinkin kívül Tallinnban, Rigában és Vilniusban is), 1999-2002 között Talinnban (Rigában és Vilniusban) volt nagykövet.
A Magyar Írószövetség és a Magyar PEN Club rendes, a Finn Irodalmi Társaság (SKS) és a Finnországi Svéd Irodalmi Társaság (SLS) levelező tagja. A Finn Írószövetség (Suomen kirjailijaliitto) és a finn Fordítók és Tolmácsok Szövetségének tiszteletbeli tagja.[forrás?]

## Munkái

### Saját művei
- Észak-Európa kisebbségei (Magvető,1991)
- A kettéfűrészelt csónakok földjén (esszék a Baltikumról, Széphalom Könyvműhely, 1998)
- Fordul a világ. Rendszerváltó nagykövetként Finnországban és a Baltikumban (Magyar Napló, 2021)
- Maailma pöörab uue lehekülje. Süsteemivahetuse ajal suursaadikuna Soomes ja Balti riikides (Akadeemia, 2022/5)[forrás?][5]
- Kirjailija murroksen lähettinä. Uuden Unkarin ensimmäisenä suurlähettiläänä Suomessa ja Baltiassa (Partuuna, Helsinki, 2022)

### Műfordításai

#### Önálló verseskötetek
- Paavo Haavikko: A hold udvartartása (Európa Könyvkiadó, 1985)
- Karl Vennberg: Utolsó jelentés Sziszifuszról (Európa Könyvkiadó, 1986)
- Eeva-Liisa Manner: A füst árnyéka (8 vers, Európa Könyvkiadó, 1987)
- Lassi Nummi: Lépj ki tükreidből (Európa Könyvkiadó, 1989)
- Pentti Saarikoski: Bomba a hűtőszekrényben (31 vers, Európa Könyvkiadó, 1990)
- Jaan Kaplinski: Meztelen juharfák (Széphalom Könyvműhely, 1999)
- Jarkko Laine: A vers, amit mindig meg akartam írni (Széphalom Könyvműhely, 2002)
- Jouni Inkala: Arcunk mögött egy másik arc (Magyar Napló, 2013)
- Eva Ström: Az újságkihordó elaludt (Magyar Napló, 2014)
- Sirkka Turkka: És a világ fél lábon állt, akár egy kócsag (Magyar Napló, 2014)
- Doris Kareva: Tavaszban élek (Magyar Napló, 2015)
- Tua Forsström: Miután egy éjszakát lovak közt töltöttem (Magyar Napló, 2016)
- Kristiina Ehin: Szívemen a dalok, akár a kövek (Magyar Napló, 2016)
- Ene Mihkelson: Lassan eltűnök én is (Magyar Napló, 2018)
- Olli Heikkonen: Amikor az este éjszakába megy át (Magyar Napló, 2018)
- Paul-Eerik Rummo: Nézz a tükörbe (Magyar Napló, 2019)
- Rolf Jacobsen: A fák némasága (Magyar Napló, 2019)
- Jaan Kaplinski: Benéztem a Nap ablakán. Válogatott versek (Magyar Napló, 2023)

#### Versantológiák
- Távolba futó utak – Mai finn líra (magánkiadás, 1973, 1974, 1975, 1979)
- Két finn költő – Paavo Haavikko és Pentti Saarikoski (magánkiadás, 1976)
- A táj változásai – Finnországi modern költők antológiája (Magvető Könyvkiadó, 1980)
- Tanács boldogoknak – Finnországi svéd költők (Európa Könyvkiadó, 1990)
- Fölmagasodik hirtelen – Tizenkét finn költő (Magyar Napló, 2012)
- Örökség – Kortárs finn költők (Magyar Napló, 2017)

#### Prózák
- Aulikki Oksanen: A tüzér öle (Európa,1973)
- Martti Santavuori: A fejedelem útja (Európa,1976)
- Kai Laitinen: A finn irodalom története (Gondolat, 1981)
- Timo K. Mukka: Bűnről dalol a föld (Magvető, 1981)
- Per Olov Enquist: A földigiliszták életéből (Európa, 1985)
- Kerttu-Kaarina Suosalmi: A boldogságvadász (Magvető, 1986)
- Harri Martinson: Úton a tenger felé (Európa,1986)
- Göran Tunström: Karácsonyi oratórium (Magvető, 1986)
- Torgny Lindgren: Mint kígyó útja a kősziklán (Európa, 1988)
- Bo Carpelan: Julius, a fej (Móra, 1989)
- Göran Tunström: A tolvaj (, Széphalom, 1996)
- Torgny Lindgren: Dongóméz (Széphalom,1996)
- Torgny Lindgren: Az ötujjú krumpli (Széphalom,1997)
- Arto Paasilinna: Az üvöltő molnár (Széphalom,1998)
- Göran Tunström: A pusztai levél (Széphalom,1998)
- Göran Tunström: Holdláng (Széphalom, 2000)
- Jaan Kross: A hamutartó, és más elbeszélések (Széphalom, 2003)
- Torgny Lindgren: A tüdőkása (Széphalom, 2003)
- Göran Tunström: Híres férfiak, akik Sunnében jártak (Széphalom, 2004)
- Arvo Valton: Végjáték (Széphalom, 2005)
- Arto Paasilinna: Az akasztott rókák erdeje (Széphalom, 2006)
- Éjszakai ügyelet (Modern észt elbeszélések, Nagyvilág, 2006)
- Féltékenység (Modern finn elbeszélések, Nagyvilág, 2007)
- Torgny Lindgren: A Norrlandi Akvavit (Széphalom, 2012)
- Rosa Liksom: A 6-os számú fülke (Széphalom, 2013)
- Mikael Niemi: Özönvíz (Széphalom, 2013)
- Ulla-Lena Lundberg: Jég (Széphalom, 2014)
- Tuula-Liina Varis: Egy egész élet (Magyar Napló, 2014)
- Kjell Westö: Délibáb (Széphalom, 2015)
- Ulla-Lena Lundberg: A marcipánkatona (Széphalom, 2015)
- Johan Bargum: Kihajóztak szeptemberben (Széphalom, 2016)
- Mari Saat: A lasnamäe-i megváltó (Magyar Napló, 2016)
- Leena Krohn: A tévedés (Széphalom, 2017)
- Viivi Luik: Árnyékszínház (Magyar Napló, 2017)
- Rosa Liksom: Az Ezredesné (Széphalom, 2018)
- Viivi Luik: A béke hetedik tavasza (Magyar Napló, 2018)
- Ilmar Taska: Pobjeda, 1946 (Magyar Napló, 2019)
- Sztálin Tallinnban (Kortárs észt elbeszélők, Magyar Napló, 2019)
- Jaan Kross: A szökés (válogatott elbeszélések, Széphalom, 2020)
- Māra Zālīte: Öt ujj (Magyar Napló, 2020)
- Imbi Paju: Elfojtott emlékek (Magyar Napló, 2021)
- Sandra Kalniete: Báli cipőben Szibériába (Magyar Napló, 2021)
- Leelo Tungal: A gyermek elvtárs és a nagy emberek (Magyar Napló, 2021)
- Māra Zālīte: Paradicsommadarak (Magyar Napló, 2022)[forrás?][6]
- Leelo Tungal: Bársony és fűrészpor (Magyar Napló, 2023)
- Leelo Tungal: Egy női kéz érintése (Magyar Napló, 2023)
- Rosa Liksom: A Folyó (Magyar Napló, 2024)
- Viivi Luik: A költő és a király (Magyar Napló, 2024)
- Ilmar Taska: Az Elízium csábítása (Magyar Napló, 2025)
- Māris Bērziņš: Az ólom íze (Magyar Napló, 2025)

## Irodalmi díjai
- Finn Állami Irodalmi Díj (1976)
- A Ponkala Alapítvány díja (finn, 1973, 1984, 1990)
- A Wihuri Alapítvány nagydíja (1995)
- Füst Milán Fordítói díj (1999)
- József Attila-díj (2002)
- Artisjus Irodalmi Kutatási Ösztöndíj (2005)
- Janus Pannonius Műfordítói Díj (2012)[7]
- Rácz István-díj (2012)
- A Ponkala Alapítvány Életműdíja (2013)
- Budavári Tóth Árpád Műfordítói Díj (2017)
- A Svéd Akadémia Műfordítói Díja (2019)
- A Magyar Művészeti Akadémia Könyv Nívódíja (2021)[8]

## Kitüntetései
- Finn Oroszlánrend Nagykeresztje (1994)
- Marjamaa Rist (Mária Országának Keresztje, észt) II. oszt. (1997)
- Marjamaa Rist (Mária Országának Keresztje, észt) I. oszt. (2002)
- A Magyar Köztársasági Érdemrend lovagkeresztje (2010)